# Anthonello da Caserta
Antonello da Caserta (también Anthonello, Antonellus Marot) fue un compositor medieval italiano perteneciente al estilo conocido como Ars subtilior. Estuvo activo hacia finales del siglo XIV y comienzos del XV.

## Vida
Esencialmente casi nada se conoce sobre la vida de Anthonello da Caserta. A comienzos del siglo XX, Nino Pirrota mantenía la hipótesis de que Anthonello da Caserta fue un compositor napolitano, pero esta hipótesis ha sido discutida debido al hecho de que la mayoría de las obras que de él han sobrevivido se encuentran en manuscritos del norte de Italia. Ciertas alusiones en sus textos sugieren que trabajó para los Visconti en Milán a fines del siglo XIV, y documentos de archivo lo sitúan en Pavía en 1402. Se sabe que era monje, pero se ignora a qué orden estaba adscrito.
Antonello da Caserta es uno de los compositores más célebres de la generación que siguió a la de Guillaume de Machaut. 

## Obra
Sus composiciones más importantes son ballades, composiciones vocales muy en voga en dicha época. No fueron, empero, sus únicas composiciones. Escribió textos tanto italianos como franceses, incluida la Beauté parfaite de Machaut, que hasta la fecha es el primer (y único) caso de composición musical sobre un poema de Machaut realizada por otro compositor. 
Fue uno de los primeros compositores italianos fuertemente influidos por los modelos musicales franceses. En una de sus ballades se observa una fuerte influencia de Jehan Vaillant, compositor activo en París. Hace uso de un sistema irregular de notación de la duración de las notas, sólo encontrado en muy pocos manuscritos. Utilizó también ritmos proporcionales en algunas ballades, un método que resultó luego muy popular en periodos sucesivos. Sus obras en italiano tienden a ser muy simples, especialmente las ballades. El amor cortés es la temática de sus obras.

### En francés
Todas las obras a tres voces.
Ballades
- Amour m'a le cuer mis.
- Beauté parfaite.
- Dame d'onour en qui.
- Du val prilleus (o Du ciel perileus).
- Notes pour moi ceste ballade.
- Nulle pitie de ma dame (posiblemente por Antonello).

Rondeaux
- Dame d'onour c'on ne puet esprixier.
- Dame zentil en qui est ma sperance.

Virelais
- Tres nouble dame souverayne.

### En italiano
Todas las piezas a dos voces.
Ballatas
- A pianger l'ochi.
- Con dogliosi martire.
- Deh, vogliateme oldire.
- Madonna, io me ramento.
- Or tolta pur me sey.
- Più chiar ch'el sol (con fragmentos a tres voces).

Madrigales
- Del glorioso titolo d'esto duce.

## Discografía
- 1999 - The Saracen and the Dove. Orlando Consort. (DG) (Obras de A. da Caserta, Johannes Ciconia, Bartolino da Padova y Zacara da Teramo.)